# Zagroda nr 375 w Sułoszowej
Zagroda nr 375 w Sułoszowej – znajdująca się w powiecie krakowskim, w gminie Sułoszowa, w Sułoszowej.
Obiekt w skład którego wchodzi dom z oborą, stajnia, chlew oraz wiata, został wpisany do rejestru zabytków nieruchomych województwa małopolskiego 17.04.1973 pod numerem A-417 [A-637/M]. Obiekty zabudowane są w czworoboczny okół.
13 grudnia 2018 roku skreślono zespół obiektów z rejestru.